# Lepa (bateau)
Pour les articles homonymes, voir Lepa (homonymie), Lipa et Bogo.

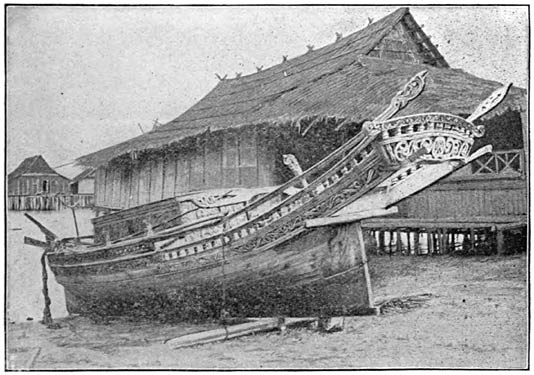
Un lepa des Philippines avec une poupe richement sculptée (vers 1905).

Un lepa, également connu sous le nom de lipa, lepa-lepa ou podlas, est un type de pirogue à bordés chevillés, du peuple Sama-Bajau aux Philippines, en Malaisie et en Indonésie de la famille des vintas.
Ils étaient traditionnellement utilisés comme maison flotante en mer par les Bajaux. Depuis que la plupart d'entre eux ont abandonné ce mode de vie marin exclusif. Les lepas modernes sont plutôt utilisées comme bateaux de pêche et cargos et ont perdu leur voile et structure d'habitation sur la coque.

## Caractéristiques et typologie
Les lepas sont des bateaux de taille moyenne, généralement entre 9 et 15 m de longueur et environ 1,5 à 2,1 m en largeur pour 1,5 m de hauteur de coque.
Les très grands lepas sont appelées kumpit. Ils mesurent 15 à 37 m de long et sont le plus souvent utilisés comme navires de commerce.
Les lepas équipés de gouvernails au lieu d'avirons traditionnels sont appelés sapit (ou sappit). Les variantes de petits lepas utilisées exclusivement en eaux peu profondes, semblables à des canoës, sont appelées buggoh (également boggo, buggoh jungalan ou buggoh-buggoh). Un buggoh est souvent remorqué par le lepa d'une famille. De nos jours, les lepas sont de plus en plus remplacés par des pirogues à balancier de type banka,,,.

## Construction

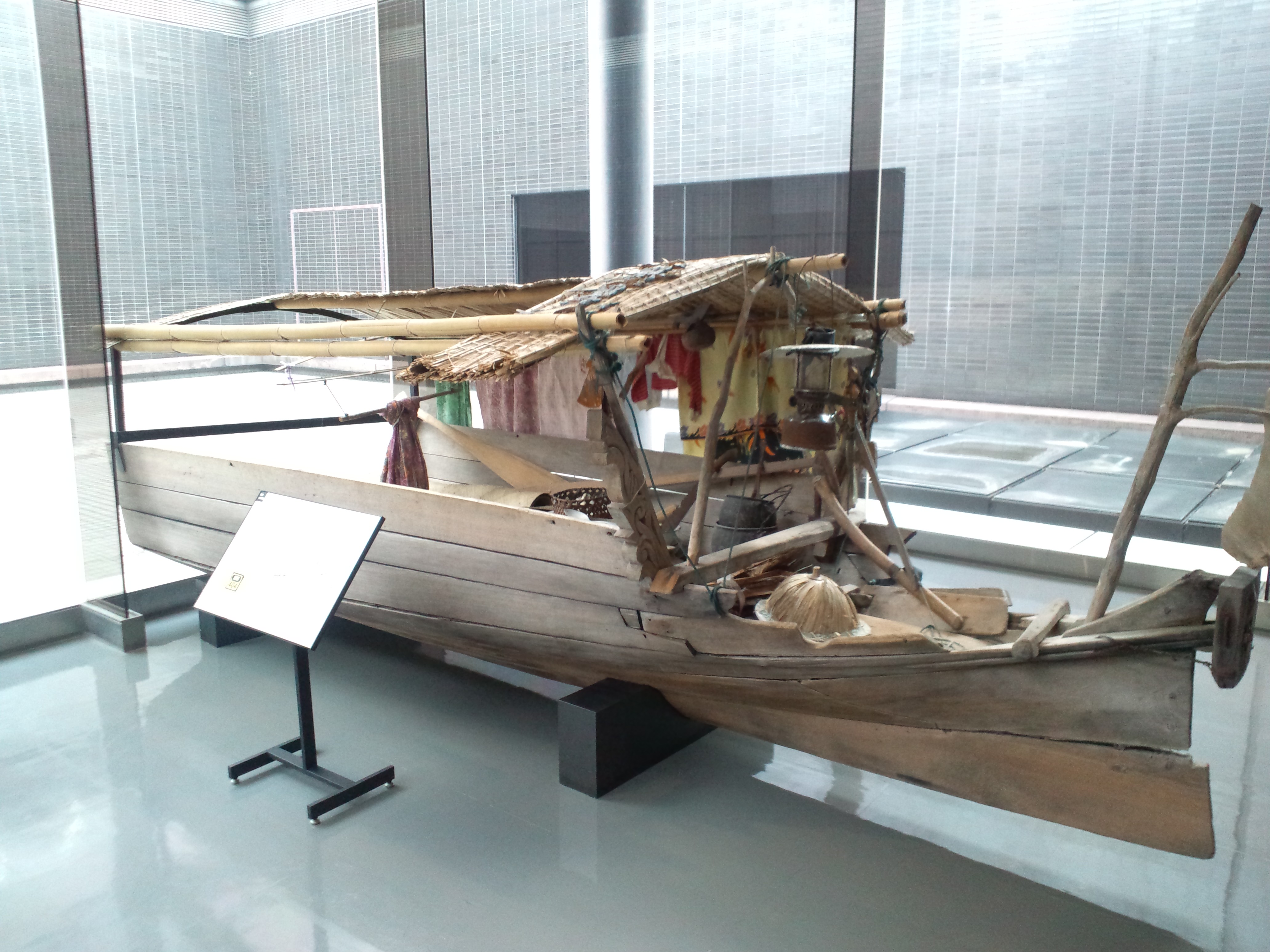
Lepa au musée national d'ethnologie, Osaka, Japon

### Coque
La quille d'un lepa est fabriquée à partir d'une pirogue monoxyle peu profonde appelée tadas ou lunas, auquel est ajouté trois rangées de bordages reliés bout à bout à la virure la plus haute. Ils sont connus sous le nom de (de bas en haut) : bengkol, kapi kapiet koyang koyang. Ils ne s'étendent pas complètement vers la proue, ce qui constitue un espace à l'avant de la coque du navire. La coque se réduit progressivement à la proue et à la poupe. Le gouvernail est traditionnellement constitué un aviron. Comme sur d’autres navires philippins autochtones, la coque d'un lepa est traditionnellement assemblée par des goujons (tambuko) et des fibres de sanglage au lieu de clous.
Les lepas contrairement aux autres bateaux indigènes de la région n’ont pas de stabilisateurs. La proue et la poupe sont également fabriquées à partir de blocs de bois sculptés à plat et non de poteaux ou de planches incurvées comme dans des navires comme le Balangay. L'arc (mundaˊ) et la poupe (buliˊ) sont bas sur l'eau pour faciliter le lancer et le ramassage des filets, ainsi que pour faciliter les manœuvres.

### Habitation
Une structure d'habitation amovible (le kubuou balutu) est souvent construite au centre de la coque, avec un pont amovible appelé lantai. Le toit (sapaw) est constitué de feuilles de nipa tressées montées sur des poteaux en Y amovibles. Le foyer de cuisson portable (lappohan) est situé sur le pont arrière, avec la nourriture stockée (lutu) et les jarres d'eau (kibut),,.

### Gréement et propulsion
Les lepas ont une seule voile (lamak), montée sur un mât enfoncé dans la quille. Comme les poteaux de toit, il peut être détaché au besoin. Ils peuvent également être propulsé par des pagaies (dayung) ou des perches. Les lepas modernes sont presque universellement équipées de moteurs,.

### Décorations
Les lepas sont traditionnellement décorées avec des motifs floraux élaborés appelés okil (également orthographié ukkil). La proue, en particulier, comporte souvent un beau beaupré magnifiquement sculpté appelé jungal,,,.

## Traditions

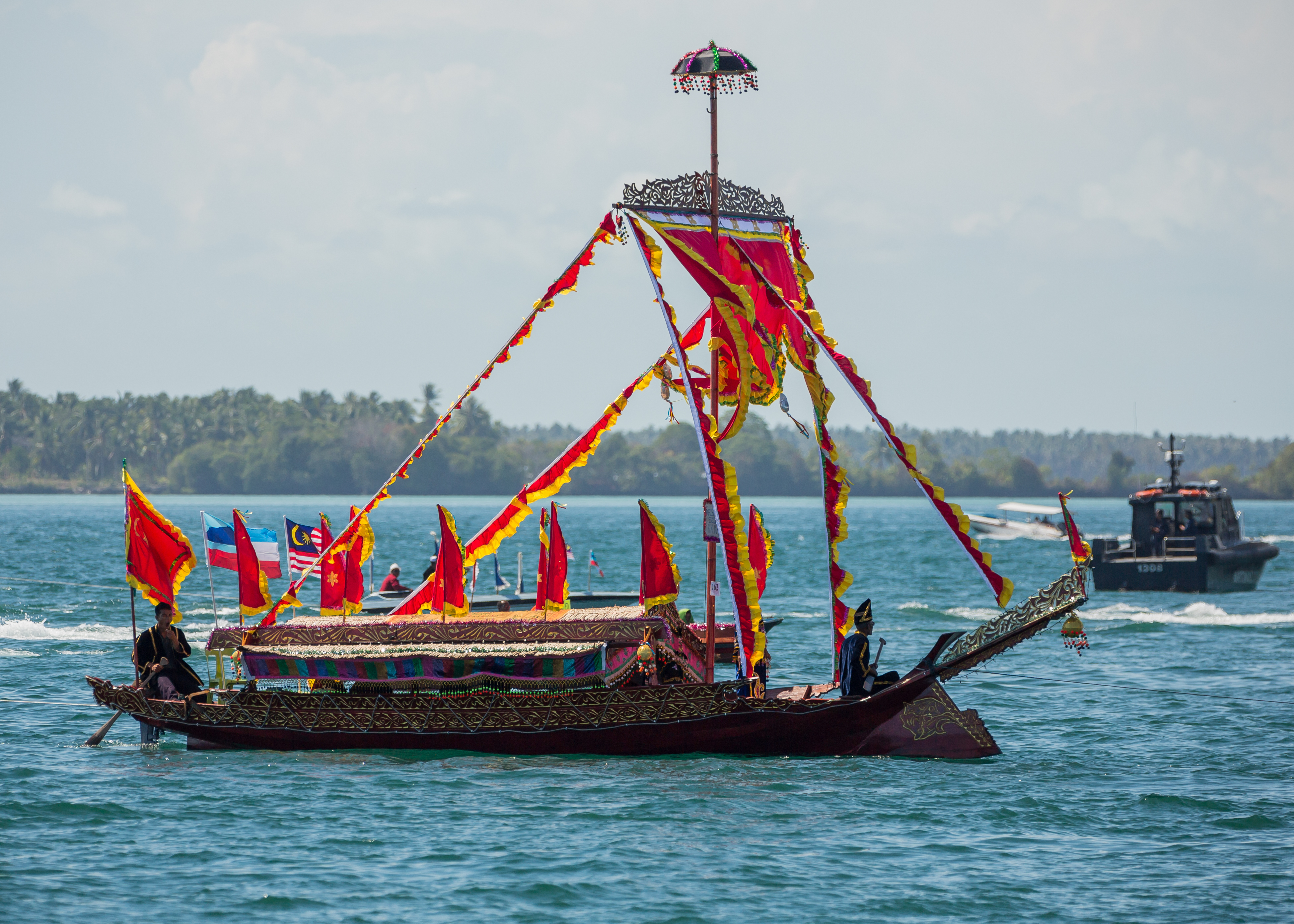
Une lepa au festival Regatta Lepa 2015 à Semporna en Malaisie.

### Spiritualité
Aux Philippines et en Malaisie, il n’y a généralement pas de rituels dans la fabrication ou le lancement de lepas, probablement à cause du niveau plus élevé d’islamisation. En Indonésie orientale, cependant, les prières et les rituels sont associés à la jonction de la quille avec les blocs avant et arrière, et au forage du mât (le "nombril" du navire). Après ce dernier, le bateau est mis à l'eau pour la première fois et devient symboliquement l'enfant du propriétaire du bateau.
Avant d'entreprendre de longs et dangereux voyages, les chamanes du village accordent souvent des sorts au lepa. Ceux-ci incluent des sorts qui les rendent supposés invisibles aux pirates ou dévient les balles.
Le peuple Bajau fait aussi parfois un gage (magjanji') à Dieu (tuhan) ou aux esprits ancêtres (umboh) lors d'une crise en mer ou lorsqu'un bateau ne rentre pas chez lui. Lorsque le bateau est en sécurité, la promesse est payée par un festin d'action de grâce appelé le magmaulud ou magbajanji.

### Lien avec la vie quotidienne
Dans le passé nomade du peuple Bajau, avant qu'un jeune homme ne soit marié, sa famille le construisait ou lui achetait un lepa, afin que lui et sa femme puissent vivre indépendamment. À sa mort, son lepa serait démonté et servirait de cercueil pour son enterrement.

### Regatta Lepa
Regatta Lepa est un festival annuel de bateaux à Semporna, en Malaisie, célébrant la tradition de construction de bateaux des communautés Sama-Bajau de Sabah,.

## Étymologie
Suivant les populations, il y a des nuances sur l'origine et l'usage du terme lepa :
- Pour les aqa dea (Samal de Sitangkaï) et les saga aqa (Samal de Bornéo) : lepa est utilisé comme terme générique pour tout type embarcation[8].
- Pour les Sama (Sitangkaï), lepa est utilisé pour désigner un autre type précis de bateau[8]. Le terme générique pour toutes les embarcations étant bayanan[8]. Les Sama de Sitangkaï auraient nommé également lepa ce type bateau, au contact des autres branches de la population Samal[8].
- Pour les Sama de Tawi Tawi, ce bateau est appelé lepa ou podlas[8].